# Kastanochori (Arcadia)
Kastanochori  este un oraș în Grecia în Prefectura Arcadia.